# Werner Josef Fischer
Werner Josef Fischer (* 3. August 1946 in Biebergemünd, Kreis Gelnhausen) ist ein deutscher Betriebswirt, Vereinsfunktionär und Fachmann für Kundendienst.
Werner Fischer war über 30 Jahre in führenden Positionen als Direktor und Geschäftsführer bei den Versandhändlern und Kaufhäusern Neckermann, Karstadt und Hertie tätig. In dieser Eigenschaft war er Mitbegründer des Kundendienst-Verband Deutschland e.V. (KVD). Zunächst war er Vorstandssprecher, später  geschäftsführender Vorstand des Verein mit über 1600 Mitglieder, der sich als größter Service-Verband Europas bezeichnet. Er war Chefredakteur des Verbandsmagazins Service Today und organisierte 30 Jahre den jährlichen Service-Congress, die zentrale Netzwerkveranstaltung der technischen Dienstleistungsbranchen. Seit seinem Ausscheiden aus der Geschäftsführung berät er den Verband als Ehrenvorstand. 
Fischer ist Experte für Dienstleistungsnormung. Er war Vorsitzender der Koordinierungsstelle Dienstleistungen (KDL) im Deutschen Institut für Normung e.V. (DIN) und von 2008 bis 2013 außerdem Mitglied der Kommission Mittelstand (KOMMIT) im Bundesministerium für Wirtschaft und Technologie (BMWi) und im DIN. 
Fischer ist KVD-Ehrenringträger und Träger der DIN-Ehrennadel. Im September 2014 wurde er mit dem Bundesverdienstordens am Bande der Bundesrepublik Deutschland ausgezeichnet. Die Anregung dazu kam vom Vorstand des DIN, für das besondere Engagement zur Normierung im Dienstleistungssektor.